# Eparchie Sankt Thomas in Melbourne
Die Eparchie Sankt Thomas in Melbourne (lateinisch Eparchia Sancti Thomae Apostoli Melburnensis Syrorum-Malabarensium) ist eine in Australien gelegene Eparchie der mit der römisch-katholischen Kirche unierten syro-malabarischen Kirche mit Sitz in Melbourne.

## Geschichte
Papst Franziskus errichtete die Eparchie mit dem Patronat des Apostels Thomas und Sitz in Melbourne am 11. Januar 2014 für die Seelsorge an den schätzungsweise mehr als 30.000 syro-malabarischen Christen in Australien. Das Territorium umfasst den gesamten australischen Kontinent. Der Großteil der syro-malabarischen Christen in Australien lebt derzeit auf dem Gebiet der Diözesen Brisbane, Canberra, Darwin, Melbourne, Parramatta und Wollongong.
Zum ersten Bischof der Eparchie ernannte Papst Franziskus den bisherigen Kurienbischof im Großerzbistum Ernakulam-Angamaly, Bosco Puthur. Ihm folgte 2023 John Panamthottathil CMI.
Kathedrale wurde die Kirche Holy Mary, Mother of God in Melbourne.